# Michael Vaiman
Michael Vaiman (ukrainisch Михаїл Вайман Mychail Waiman; * 1953 in Odessa) ist ein ukrainischer Violinist und Hochschullehrer, der in Deutschland lebt.

## Leben und Wirken
Vaiman studierte zunächst an der Stoljarski-Musikschule in Odessa, einer im Jahre 1933 von Pjotr Solomonowitsch Stoljarski gegründeten Schule für begabte Kinder. Nach seinem Abschluss vertiefte er seine Studien bei den Geigern David Oistrach und Semyon Snitkovsky am Moskauer Tschaikowski-Konservatorium. Zwischenzeitlich errang er im Jahre 1977 zusammen mit Piotr Milewski den 2. Preis beim Internationalen Henryk-Wieniawski-Violinwettbewerb in Posen (Polen).
In seiner anschließend folgenden Konzertkarriere trat Vaiman an bedeutenden Konzerthäusern in den USA, Europa, Japan, Israel und in der ehemaligen Sowjetunion auf. Als Solist konzertierte er unter anderem mit dem Berliner Sinfonie-Orchester, der Moskauer Philharmonie, den Sankt Petersburger Philharmonikern, dem London Chamber Orchestra, den Moskauer Solisten unter Juri Abramowitsch Baschmet, dem Litauischen Kammerorchester und dem Solist-Chamber-Ensemble von Tokio.
Seine Leidenschaft aber gilt im Besonderen der Kammermusik. Zusammen mit bekannten Kammermusikern trat Vaiman beispielsweise bei den Kammermusik-Festivals in Kuhmo, Finnland, in Tours, Frankreich, dem Elba-Festival, Italien, sowie beim Summit Music Festival in New York auf. Darüber hinaus gründete er im Jahr 1991 das Kammerorchester „The Givatayim Performers“ in Israel, welches er bis 1996 auch selbst leitete. Darüber hinaus ist Vaiman künstlerische Leiter des „Rencontres Estivales au Moulin d'Ande“ in der Gemeinde Andé im Département Eure.
Noch während seiner Zeit in der Sowjetunion erhielt Vaiman einen ersten Lehrauftrag an der Zentralen Musikschule des Moskauer Tschaikowski Konservatoriums. Anschließend berief ihn im Jahre 1989 in die Rubin Academy of Music in Tel Aviv als Professor für Violine. Von 1995 bis 1999 erhielt er eine Gastprofessur an der Aichi Prefecturar University of Fine Art and Music in Japan. Schließlich folgte er im Jahre 1999 einem Ruf an die Hochschule für Musik und Tanz Köln, wo man ihn als Professor für Violine und Kammermusik an der Abteilung Aachen übernahm. Zudem leitet Vaiman Meisterkurse am Royal Northern College of Music in Manchester, am Peking Zentralkonservatorium in China, in den USA, Japan und in vielen Städten Europas. Mit dem Ende des Sommersemesters 2022 ging Vaiman in den regulären Ruhestand.
Vaiman wird von Musikkritikern nicht nur für seine technische Brillanz, seinen sauber artikulierten Geigenton und sein tiefes Verständnis für die Musik gerühmt, sondern auch für den bemerkenswerten Umfang seines Repertoires. Es umfasst nicht nur sämtliche Violinsonaten von Beethoven, Brahms, Franck, Prokofjew, Schumann und Schostakowitsch, sondern auch alle Werke von Schubert für Violine und Klavier sowie die sechs Sonaten und Partiten für Violine solo von Johann Sebastian Bach und die sechs Sonaten op. 27 von Eugène Ysaÿe. Außerhalb der Konzertsäle ist Vaiman auf zahlreichen veröffentlichten Rundfunk-, Fernseh- und CD-Produktionen, hier vor allem mit Dina Joffe, zu hören. Zusammen mit seinem Sohn, dem Pianisten Daniel Vaiman, brachte Michael Vaiman im März 2000 das Werk „Vernal Equinox op. 94“ von Elena Firsowa anlässlich ihres fünfzigsten Geburtstages zur Uraufführung.

## Diskografie (Auswahl)
- J. S. Bach: Sonatas & Partitas, 2 CDs, DUX 0610/0611, 2006